# یدالله غلامی مایانی
یدالله غلامی مایانی (مستعار: یغما کیهان) محقق هنر و نویسنده اهل ایران است. او مدیر طرح تخصصی «دانشنامه هنر ایران» و از اعضاء مرکز دائرةالمعارف بزرگ اسلامی (مرکز پژوهش‌های ایرانی و اسلامی) است.

## زندگی‌نامه
یدالله غلامی مایانی در ۱۱ شهریور ۱۳۴۳ در تهران متولد شد. پدرش محمدتقی و مادرش فاطمه اهل روستای مایان، از توابع شهرستان دامغان بودند. وی پس از دریافت دیپلم در رشتهٔ ریاضی فیزیک از دبیرستان خوارزمی شمیران به ژورنالیسم پرداخت. سپس به دانشگاه رفت و در سال ۱۳۶۷ با رتبه نخست رشته تاریخ و تمدن ملل اسلامی را در دانشگاه تهران به پایان رساند.
سپس به پژوهش و تدریس در زمینهٔ موضوعاتی مانند «تاریخ، هنر و تمدن ملل اسلامی»، «ماخذشناسی، متدولوژی و روش تحقیق» در دانشکده هنرهای زیبای دانشگاه تهران، دانشکده معماری و شهرسازی دانشگاه علم و صنعت ایران، دانشکده زبان‌های خارجی دانشگاه آزاد، و … پرداخت.
مایانی همچنین شروع به همکاری با مرکز دائرةالمعارف بزرگ اسلامی (مرکز پژوهش‌های ایرانی و اسلامی) کرد و به تاًلیف، ویرایش، مدیریت بخش هنر دانشنامه ایران، و مدیریت طرح تخصصی «دانشنامه هنر ایران» مشغول شد و مدتی بعد به عضویت شورای عالی علمی - دائره المعارف بزرگ اسلامی درآمد.

## آثار

### کتاب‌ها
- در حاشیه دانش‌پژوهی.[۴]
- دست‌کم لبخندی[۵]
- خاطره‌های سپید[۶]
- روزی چند سطر[۷]
- گفتار در هذیان‌نامه پریان[۸]
- فیض روح‌القدس

### مقالات
- بیش از یکصد مقاله (منتشر شده) برای دانشنامه‌های مرکز پژوهش‌ها (اعم از Encyclopedia Islamica (London/Laiden))[۱]
- ده‌ها مقاله برای مطبوعات فرهنگی[۹]
- نمونه‌ای از مقالات علمی دائره‌المعارف بزرگ اسلامی (موضوع غالب: معماری):

آناکرونیسم؛ اسکار (جایزهٔ آکادمی)؛ ابوالحسن هروی (ریاضیدان)؛ ریچارد اتینگهاوزن (خاورشناس)؛ کاخ بلکوارا؛ احمد ابن ثبات (ریاضیدان)؛ خاندان خوارزمی؛ برج رسکت؛ شاه چراغ؛ امام‌زاده اسماعیل؛ اشرف الکتّاب (خوشنویس)؛ تمدن‌های باستان و پرستش ایزدان؛ جامع الاقمر؛ ساختمان‌های امام‌باره؛ مدرسه امامی؛ آرامگاه بابا حاتم؛ تعامل هنرهای باستانی ایران و آشور؛ بدرالدین تستری (منطق‌دان)؛ بهرام میرزا صفوی (هنر)؛ معماری کهن بیمارستان‌ها؛ کاخ جعفریه؛ ساختمان جیوشی؛ زکی محمدحسن (باستانشناس)؛ آرامگاه امام حسین؛ الحمراء؛ ارگ حلب؛ جامع حلب؛ خربت‍ البیضاء؛ خشقدم؛ خانات خوقند؛ خانات خیوه؛ و … .